# (5573) 1981 QX
(5573) 1981 QX là một tiểu hành tinh vành đai chính. Nó được phát hiện bởi Antonín Mrkos ở Đài thiên văn Kleť gần České Budějovice, Cộng hòa Séc, ngày 24 tháng 8 năm 1981.